# Усть-Курлич
Усть-Курли́ч (рос. Усть-Курлыч) — село у складі Стрітенського району Забайкальського краю, Росія. Входить до складу Кокуйського міського поселення.

## Населення
Населення — 194 особи (2010; 207 у 2002).
Національний склад (станом на 2002 рік):
- росіяни — 100 %